# Abrosaurus
Abrosaurus (/ˌæbr[invalid input: 'ɵ']ˈsɔːrəs/),nghĩa là thằn lằn cụt.được Ouyang mô tả khoa học năm 1989.
Loài này được phát hiện ở châu Á trong mỏ đá Dashanpu ở tỉnh Tứ Xuyên, Trung Quốc. Abrosaurus là động vật ăn cỏ, dài không quá 9 m.

## Văn liệu
- Ouyang H. 1989. [A new sauropod dinosaur from Dashanpu, Zigong County, Sichuan Province (Abrosaurus dongpoensis gen. et sp. nov.)]. [Newsletter of the Zigong Dinosaur Museum]. 2: 10-14. [In Chinese]
- Peng G. & Shu C. 1999. Vertebrate Assemblage of the Lower Shaximiao Formation of Sichuan Basin, China. In: Wang Y. & Deng T. (Eds.). Proceedings of the Seventh Annual Meeting of the Chinese Society of Vertebrate Paleontology. Beijing: China Ocean Press. Pp. 27–35.
- Upchurch, P., Barrett, P.M. & Dodson, P. 2004. Sauropoda. In: Weishampel, D.B., Dodson, P., & Osmolska, H. (Eds.) The Dinosauria (2nd Edition). Berkeley: University of California Press. Pp. 259–322.
- Zhang Y. & Chen W. 1996. Preliminary research on the classification of sauropods from the Sichuan Basin, China. In: Morales, M. (Ed.). The Continental Jurassic. Museum of Northern Arizona Bulletin. 60: 97-107.